# Amazon Appstore
L'Amazon Appstore pour Android est une boutique d'applications pour le système d'exploitation Android exploité par Amazon.com. Il s'agit de la boutique d'applications de packages pour le système d'exploitation Fire OS d'Amazon. Il a été ouvert le 22 mars 2011 et a été mis à disposition dans près de 200 pays. Les développeurs sont payés 70% du prix catalogue de l'application ou de l'achat intégré.
Le 28 septembre 2011, Amazon a lancé la tablette Kindle Fire,. La tablette, conçue pour la consommation multimédia dans l'écosystème Amazon, s'appuie uniquement sur Amazon Appstore pour sa place de marché, évitant Google Play. Parallèlement à la tablette, il y avait un nouveau design pour Amazon Appstore, destiné à mieux s'intégrer à l'interface utilisateur de la tablette.
Le 18 juin 2014, BlackBerry a annoncé une relation officielle avec Amazon, qui comprend l'accès à Amazon Appstore dans BlackBerry 10.3.